# Chiesa di Santa Maria Immacolata all'Esquilino
Santa Maria Immacolata all'Esquilino è una delle chiese di Roma, nel rione Esquilino, in via Emanuele Filiberto, numero civico 129.

## Storia

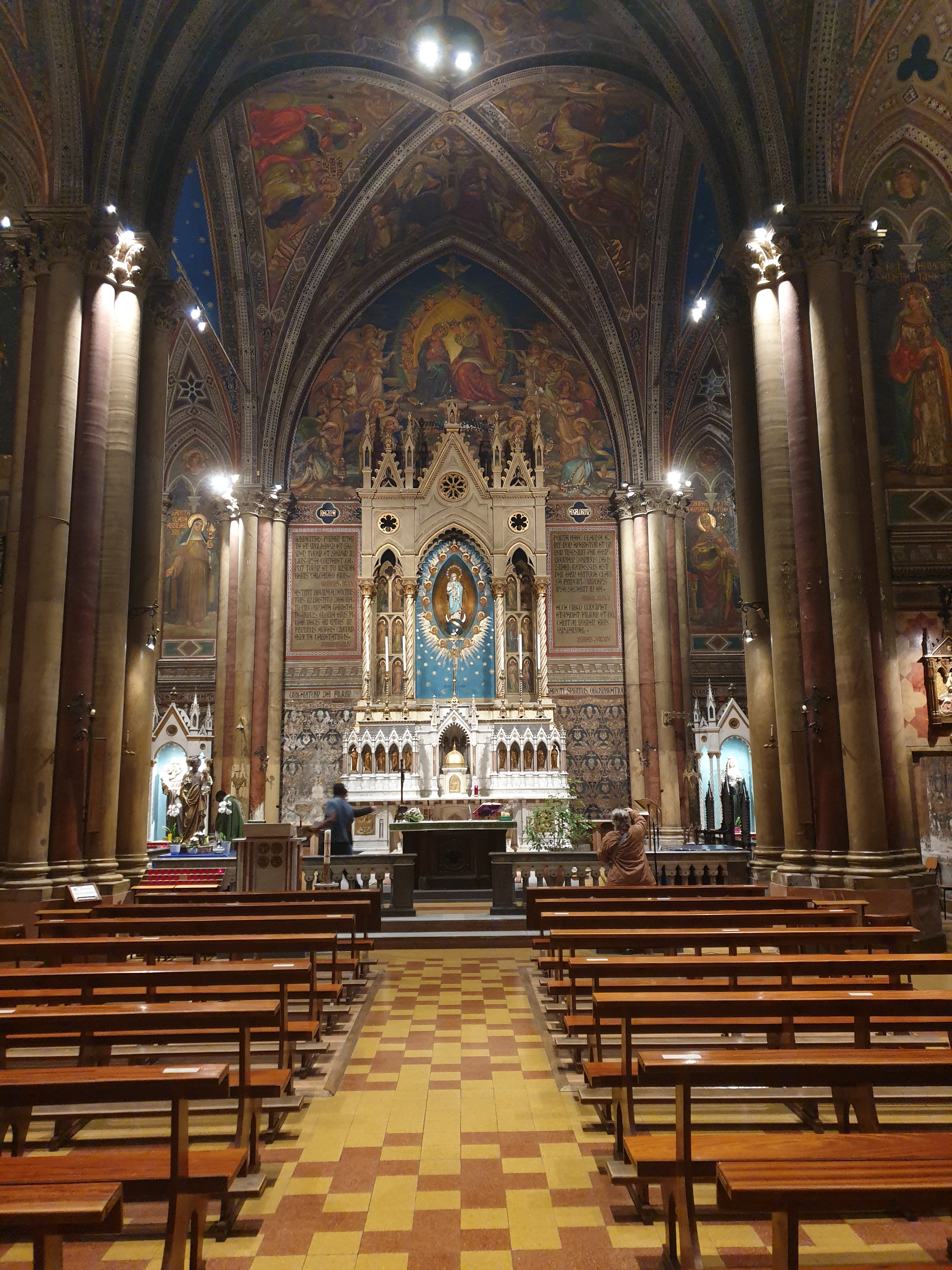
L'aula della chiesa

La chiesa fu costruita tra il 1901 ed il 1914 per la Congregazione dei Frati della Carità, detti Padri Bigi. I lavori di costruzione iniziarono effettivamente il 28 marzo 1901, essendo questa la data di prima compilazione del Giornale di Scavo della Soprintendenza Archeologica di Roma. La Congregazione dei Frati della Carità apparteneva al Terz‟Ordine di San Francesco e fu fondata a Napoli da padre Ludovico da Casoria (fonte: La Carità e l‟Orfanello). Il progetto dell'edificio è dell'architetto Antonio Curri e la direzione dei lavori fu dell'ingegner Luigi Cortesi. La prima messa fu celebrata in data 8 dicembre 1914, ma l'edificio religioso fu consacrato dal cardinal Luigi Traglia solo il 21 aprile 1942, come ricorda una lapide all'entrata. È in stile neogotico e presenta una facciata fiancheggiata da due basse torri campanarie; sopra il portale d'ingresso vi è un mosaico dell'Immacolata avvolta in un mantello decorato da stelle. L'impianto spaziale dell'interno è strutturato secondo il modello architettonico di navate con cappelle passanti. La copertura è costituita da una serie successiva di volte, del tipo a crociera costolonata gotica, sorrette da murature di grande spessore e da pilastri a fascio.
I dipinti interni non sono affreschi, ma pitture murali realizzate "a secco" utilizzando leganti di tipo proteico, per lo più uova. Ideatrice del lavoro pittorico figurativo ful'architetto perugino Gina Baldracchini che lavorò al fianco di Clelia Argentati, pittrice umbra originaria di Baschi (Terni). Già all'epoca, nella fantasia popolare, ciò fece identificare l'edificio sacro come la "chiesa delle pittrici" per dare importanza a queste due donne chiamate alla responsabilità di dipingere una chiesa "contemporanea" (fonte: La Carità e l‟Orfanello del 1925 - Anno LX - Volume LXXXV - Nei Nostri Istituiti - Roma).
L‟idea di dipingere l‟intradosso delle volte di copertura con un cielo stellato di uno splendido blu cobalto fu di frate Angelico Calabrese, come scritto nelle pubblicazioni della Congregazione, in particolare nei fascicoli di La Carità e l‟Orfanello
Lo spazio che esiste tra l'estradosso delle volte e il tetto esterno a capanna crea un ampio vano, mai rifinito. Questo sottotetto, illuminato solo da due finestre sul lato di Via Galilei, anche se quasi inaccessibile, è stato utilizzato dai frati Bigi durante l'occupazione nazista di Roma nella Seconda guerra mondiale, come nascondiglio per aiutare chi aveva bisogno di un rifugio (le persone nascoste dai frati per le quali si è trovata testimonianza storica certa, furono almeno dieci, come riportato anche da Andrea Riccardi nel suo L‟inverno più lungo: 1943-1944 Pio XII, gli ebrei e i nazisti a Roma, Edizioni Laterza, 2008).
La chiesa è un luogo sussidiario di culto della parrocchia dei Santi Marcellino e Pietro al Laterano e anche una diaconia. Infatti papa Francesco l'ha istituita nel Concistoro del 28 giugno 2018 affidandola al cardinale diacono Konrad Krajewski.
Nell'edificio accanto alla chiesa (con ingresso da viale Manzoni 30), vi era la sede della Congregazione e, fino al 1975, una scuola gestita dai frati Bigi (il fabbricato fu venduto a privati alla fine degli anni '70 e dagli anni 2.000 l'edificio è un hotel). Tutto ciò conseguenza della soppressione della Congregazione dei Bigi tramite decreto del Presidente della Repubblica n. 341 del 1972.
Dal 2018 insiste sulla chiesa la diaconia di Santa Maria Immacolata all'Esquilino.
Nel 2022 l'edificio è stato oggetto di restauro e rifacimento facciate con il ripristino del colore originario delle murature esterne